# Osmia tristella
Osmia tristella är en biart som beskrevs av Cockerell 1897. Osmia tristella ingår i släktet murarbin, och familjen buksamlarbin. Inga underarter finns listade i Catalogue of Life.